# Lachnopsis
Lachnopsis is een geslacht van schimmels in de familie Lachnaceae. De typesoort is Lachnopsis catarinensis.

## Soorten
Volgens Index Fungorum telt het geslacht twee soorten (peildatum maart 2023):
| Soortnaam               | Auteur(s)                     | Publicatiejaar |
| ----------------------- | ----------------------------- | -------------- |
| Lachnopsis catarinensis | Guatim., R.W. Barreto & Crous | 2016           |
| Lachnopsis dicksoniae   | Guatim., R.W. Barreto & Crous | 2016           |